# Капитан Врунгель
Капита́н Вру́нгель (полное имя — Христофо́р Бонифа́тьевич Вру́нгель) — главный герой повести советского писателя Андрея Сергеевича Некрасова «Приключения капитана Врунгеля» и её экранизаций. Имеет образ бывалого моряка. Является морским аналогом барона Мюнхгаузена.
Особую популярность приобрёл в 1980-е годы как главный герой советского мультфильма, снятого по сюжету книги.

## Имя
Фамилия Врунгель, с одной стороны, напоминает фамилию Врангель, а с другой — в первой части этой фамилии прочитывается слово «врун». Создатель этого литературного персонажа Андрей Сергеевич Некрасов вспоминал:
После недолгих поисков возникла простая ассоциация: барон Мюнхгаузен (литературное родство которого с героем будущей повести с самого начала было для меня бесспорным), барон Врангель (знаменитый русский моряк, именем которого назван большой остров в Восточной Арктике) и, как производная из этих двух имен, капитан Врунгель.
Кроме того, у советского читателя возникала ассоциация с одним из руководителей белого движения Петром Николаевичем Врангелем, который, как и Мюнхгаузен, и как и Фердинанд Петрович Врангель, также был бароном. Наконец, имя Христофор отсылает к знаменитому мореплавателю Колумбу.

## Образ
Христофор Бонифатьевич Врунгель преподаёт навигацию в мореходном училище. Его внешность непримечательна — согласно описанию в повести Некрасова, это полный невысокий человек, который «ходил в серой толстовке, подпоясанной вышитым пояском, волосы гладко зачёсывал с затылка на лоб, носил пенсне на черном шнурке без оправы, чисто брился (…) голос имел сдержанный и приятный, часто улыбался, потирал ручки, нюхал табак и всем своим видом больше походил на отставного аптекаря, чем на капитана дальнего плавания». Тем не менее в прошлом он был именно капитаном дальнего плавания, и у него имеется большой запас рассказов о приключениях во время его кругосветного путешествия на яхте «Беда».
Французская исследовательница Катя Сенне написала: «Врунгель — сказочник, болтун и шутник — обладает универсальным, вечным, абсолютным оружием всех мюнхгаузенов — силой воображения». Финский литературовед Бен Хеллман в своей книге «Сказка и быль: История русской детской литературы» отмечал черты сходства капитана Врунгеля с Робинзоном Крузо. Судя по его рассказам, капитану свойственны храбрость и находчивость, он «всегда умудряется выбраться без потерь из самых опасных ситуаций».

## Прототипы
В качестве прототипа Некрасов взял реального знакомого ему человека, начальника Дальморзверпрома, капитана Андрея Вронского, большого любителя морских баек.
В качестве одного из прототипов называется также морской писатель Дмитрий Афанасьевич Лухманов, который был также директором морского техникума в Ленинграде. В этом техникуме учились два юноши: Иван Александрович Ман, который позже стал легендарным капитаном дальнего плавания (он явился прототипом старшего помощника Лома в повести), и Вронский, фамилию которого Некрасов переделал во «Врунгель».

## В кино и на телевидении
- В многосерийном мультфильме Давида Черкасского «Приключения капитана Врунгеля», снятом в конце 1970-х годов по мотивам книги Некрасова, роль Врунгеля озвучил Зиновий Гердт.
- В советском детском фильме 1978 года «Новые приключения капитана Врунгеля», снятом по оригинальному сценарию Александра Хмелика, роль капитана Врунгеля исполнил Михаил Пуговкин.
- В третьей и четвёртой сериях мультфильма «Следствие Ведут Колобки» появляется камео капитана Врунгеля, где он покупает билет на самолёт и проходит паспортный контроль.
- В детской телепередаче «Будильник» было несколько выпусков с участием этого персонажа:
  - «Капитан Врунгель у Нептуна» (1983, в роли капитана Врунгеля — Юрий Волынцев, в роли его помощников — Елена Шанина и Александр Леньков);
  - «Полный вперёд!» (1984, в роли капитана Врунгеля — Юрий Волынцев, в роли его помощников — Елена Шанина и Александр Леньков)[15];
  - «Новогодние приключения капитана Врунгеля» (1985, в роли капитана Врунгеля — Юрий Волынцев, в роли его помощника — Елена Шанина);
  - «Поющие широты» (1985, в роли капитана Врунгеля — Юрий Волынцев, в роли его помощников — Елена Шанина и Александр Леньков);
  - «Два Врунгеля» (1985, в роли капитанов Врунгелей — Юрий Волынцев и Михаил Пуговкин)[16].

В последующие годы эти сюжеты программы «Будильник» были повторены в телепрограмме «С утра пораньше»; кроме того, Михаил Пуговкин в образе капитана Врунгеля был одним из соведущих (вместе с Юрием Николаевым) одного из выпусков программы «Утренняя почта».

## Другие использования имени
- В течение нескольких лет в Геленджике действовал парк аттракционов «Адмирал Врунгель»[17].